# Turmhügel Oberfüllbach
Der Turmhügel Oberfüllbach ist eine abgegangene Turmhügelburg (Motte) in Oberfüllbach, einem Gemeindeteil der Gemeinde Ebersdorf bei Coburg im Landkreis Coburg in Bayern.
Von der ehemaligen Mottenanlage ist nichts erhalten.